# Riera d'Horta
La Riera d'Horta era el curs d'aigua més important del Pla de Barcelona.

## Història i descripció
Era format per la reunió de diversos torrents i rieres que baixaven de la serra de Collserola i que regaven, abans de l'edificació massiva, un espai on hi havia des de cases senyorials, a grans masies i explotacions agràries i jardins d'esbarjo, bòbiles, teuleries i diverses indústries que requerien molta aigua.
Des de l'actual cruïlla del carrer de Lisboa amb l'avinguda de l'Estatut, la riera passava per sota de l'antic pont (avui encreuament del carrer de Tajo i passeig de Maragall). Una mica més avall, hi desembocava el torrent d'en Mariner, i la riera seguia pel carrer de Cartellà i encara rebia a la dreta el torrent d'en Carabassa, que baixava del turó del Carmel recollint petits torrents que baixaven d'aquest turó i del de la Rovira), per on avui conflueixen els carrers de Pitàgores i de Cartellà. El curs continuava pel carrer de la Riera d'Horta i dels de Rovira i Virgili i del pare Manyanet (antigament paral·lel a la riera de Sant Andreu), travessava les vies del ferrocarril, amb una llera elevada sobre els terrenys veïns, i seguia per la rambla de Prim, on discorria en paral·lel al riu Besòs fins a desembocar al mar.

## Inundacions
El setembre de 1978, uns forts aiguats van provocar una riuada al carrer de Cartellà que va afectar moltes cases, botigues i vehicles amuntegats. Fins i tot després de ser canalitzada, les crescudes de la riera produïen el desbordament del clavegueram. Per aquest motiu, entre el 2009 i el 2010 es va construir un dipòsit de retenció d'aigües pluvials, al Parc de les Rieres d'Horta, un dels més grans de Barcelona, de 70.000 m³ de capacitat, distribuïts en tres mòduls que permeten salvar el desnivell del terreny.